# Palacio du Grand Jardin
El palacio del Gran Jardín (en francés: Château du Grand Jardin) es un château francés que cuenta con un arboreto de unas 4 hectáreas de extensión, localizado en Joinville, Haute-Marne, Champagne-Ardenne, Francia.
El palacio ha sido inscrito en el título de los monumentos históricos desde el 25 de marzo de 1994.
También los jardines y el arboreto fueron catalogados como «Jardin Remarquable» (jardín notable) en 2004 por el «Ministère de la Culture et de la Communication» (Ministerio de la Cultura y la Comunicación) de Francia.

## Historia

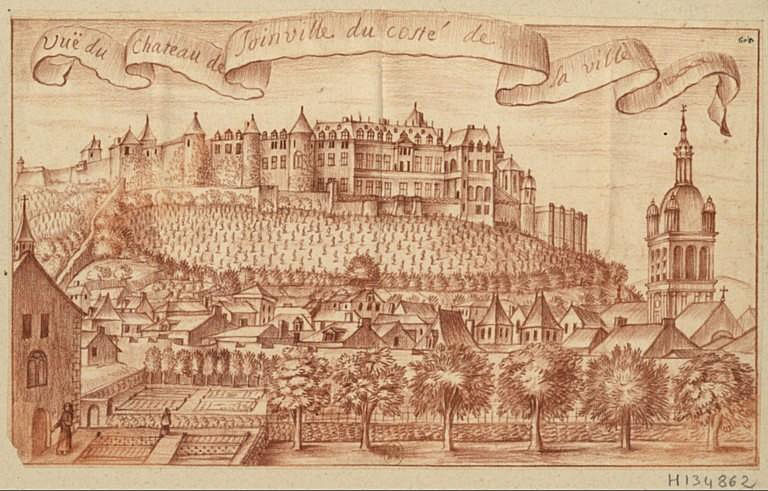
El antiguo "château-fort" en Joinville

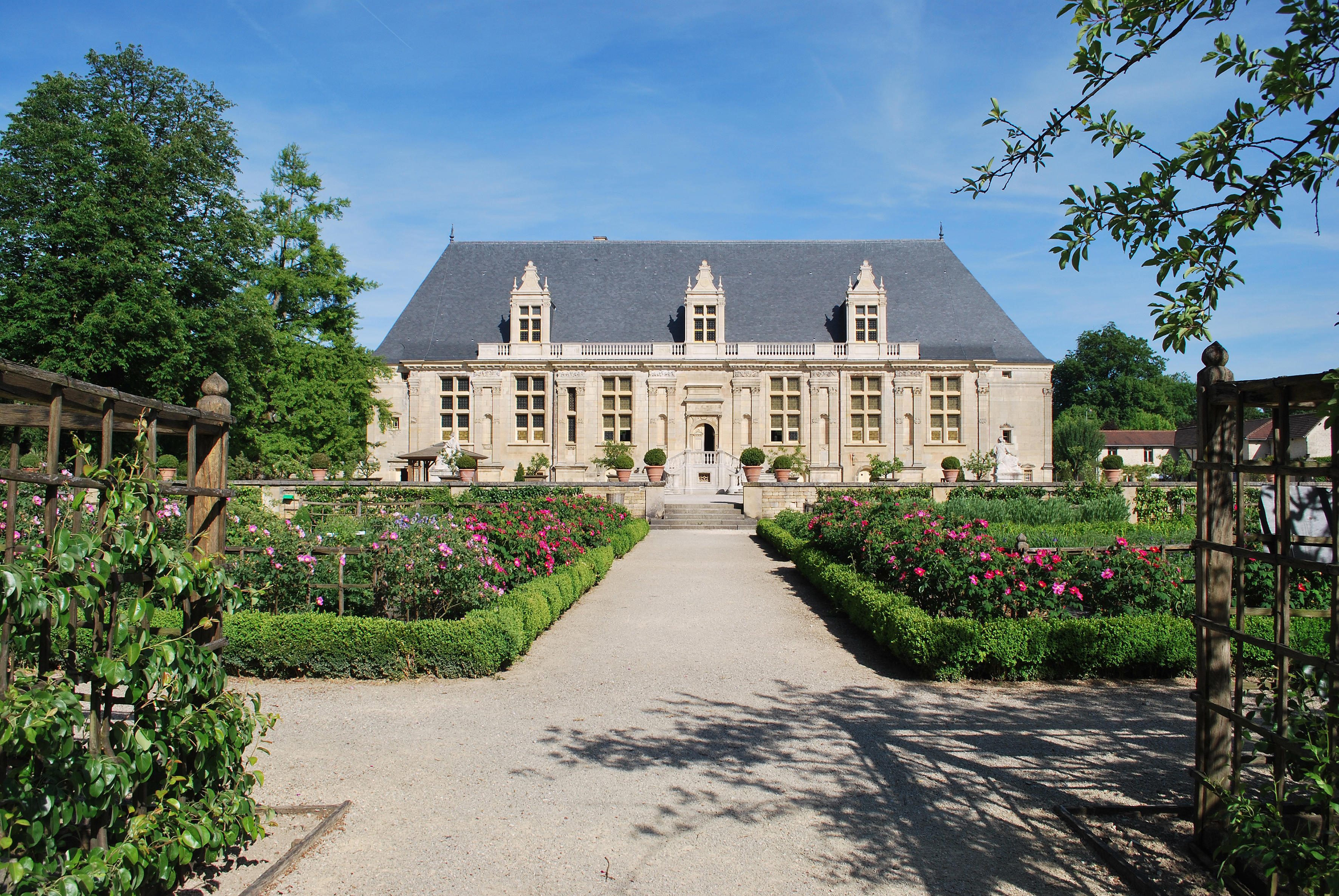
Fachada principal del palacio

El palacio del Gran Jardín fue una maison de plaisance enclavada en Joinville, Haute-Marne de Claude de Lorraine, duque de Guisa, quien lo construyó entre 1533 y 1546 como un gran pabellón diseñado para agasajos y entretenimientos de la Casa de Guisa. Primeramente fue conocido como château d'en-bas ('castillo de abajo'), formando un anexo al castillo fortaleza medieval, dominando sobre Joinville, un bastión de la casa de Guisa que fue demolido en la Revolución francesa. Además de su gran salón de fiestas, que dominaba el interior, había una serie de habitaciones semiprivadas a las que el duque y la duquesa podían retirarse con sus invitados más distinguidos, con una gran cámara precedida por su antecámara y el más privado garde-robe en el interior, pero sin ningún dormitorio, ya que la sede del duque, el castillo principal de Joinville, estaba muy cerca. El palacio del Gran Jardín funcionó como una "casa de banquetes" a gran escala, un alarde de la pujanza y el prestigio del jefe de la casa de Guisa. 
El sitio, en parte en ruinas, fue comprado a principios de la década de 1980 por el Conseil général de Haute-Marne. El edificio fue restaurado, y el gran parque creado en el siglo XIX ha sido restaurado y replantado.
El sitio también ha readquirido su vocación original como un lugar de cultura: conciertos de música clásica en el Grand Jardin, exposiciones de arte contemporáneo y coloquios. El «château du Grand Jardin» actualmente es miembro de la red europea de Centres culturels de rencontre.

## Jardines

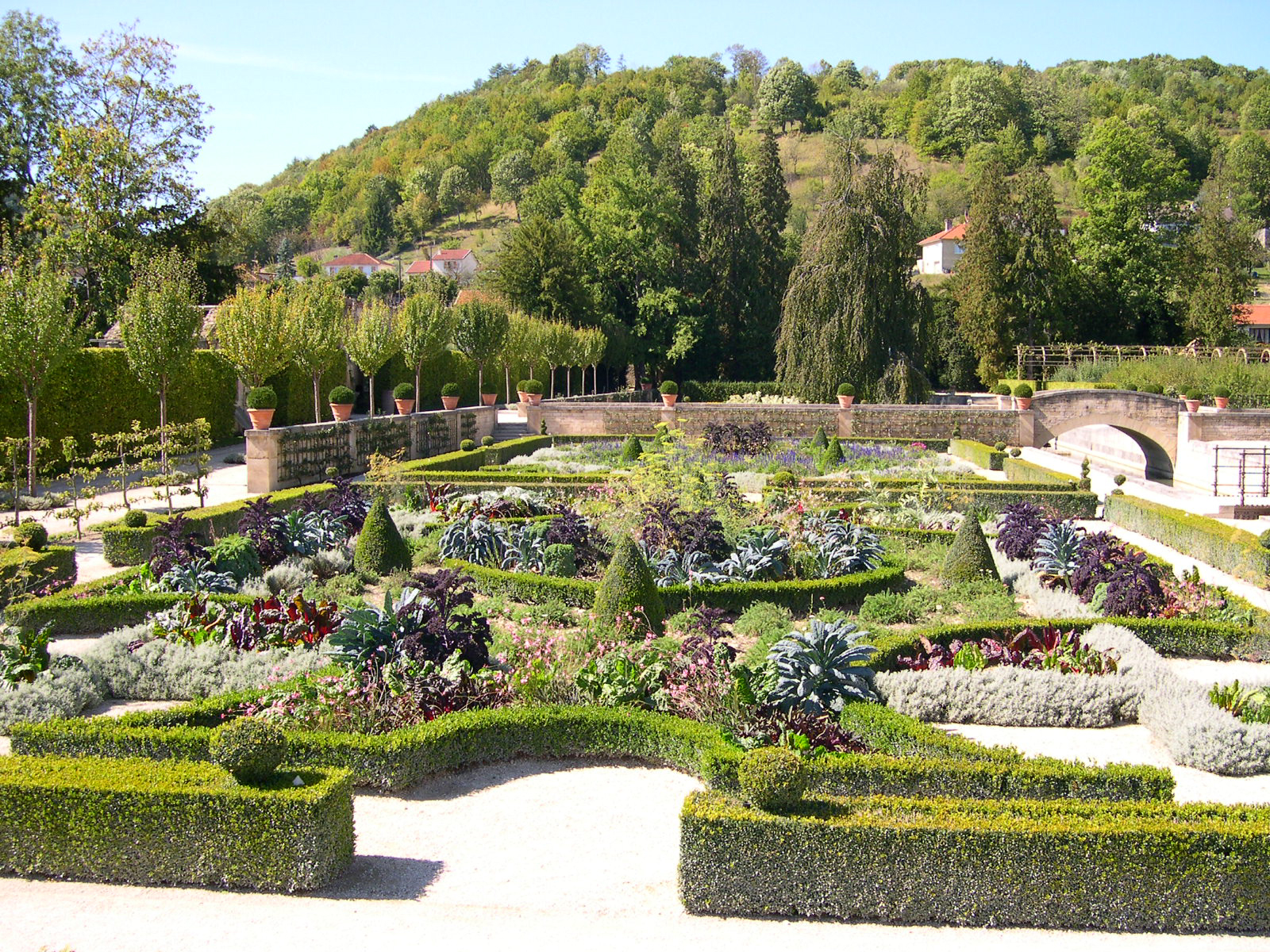
Los parterres han sido restaurados y plantados con plantas exóticas tropicales con tonos plateados y bronce, combinadas en jardines de estilo del y del.

El jardín, ahora espléndidamente restaurado, estuvo una vez clasificado junto con Villandry, (Indre-et-Loire) y Chamerolles (Loiret) entre los grandes jardines franceses del siglo XVI. 
Remodelado a favor de un parc à l'anglaise en el siglo XIX, después de que el lugar fuera comprado en 1856 por el maestro de fundición Pierre Salin Capitaine, luego dejado en estado silvestre, el parterre fue rehecho en su totalidad en 1990 para dar a la maison de plaisance un entorno adecuado a su carácter festivo. 
Los terrenos de esta zona están caracterizados por una secuencia concéntrica de acantilados de diverso origen geológico, orientados de noreste a suroeste. En un espacio de aproximadamente cuatro hectáreas, sus compartimentos con formas geométricas se complementan con los cuadrados plantados con plantas de flor para ramos florales, aromáticas y hierbas medicinales. Una colección de 365 árboles frutales —en su estado natural, o podados como independientes, o en espaldera contra las paredes, o palissades en treillage— encierran el parterre; estos incluyen variedades tradicionales de manzanas, peras, membrillos, cerezas y ciruelas.
El Parque Inglés también se mantiene como una especie de arboreto de especímenes de árboles que incluyen al chino Ginkgo biloba, o al ciprés calvo americano Taxodium distichum, Liquidambar y Liriodendron y la secuoya enana Metasequoia. El agua es un elemento importante: un manantial alimenta un canal que atraviesa el jardín y llena los fosos, y como un arroyo natural, fluye a través del parque hacia un pequeño estanque.
Aunque el jardín fue arrasado por las tropas del emperador Carlos V en 1544, luego fueron restaurados para la visita de Francisco I en 1546; el jardín en su apogeo fue descrito por el poeta Rémy Belleau, miembro de la Pléyade, quien actuaba como profesor particular de Carlos, hijo del marqués d'Elboeuf, como «Le plus beau et le plus accompli qu'on pourrait souhaiter… soit pour le comptant d'arbres fruitiers… soit pour la beauté du parterre» [el más hermoso y el más logrado que uno podría desear...  sea por el número de sus árboles frutales... sea por la belleza del parterre].